# سلسلة جبال كروكر
سلسلة جبال كروكر (بالملايوي:Banjaran Crocker)) هي سلسلة جبال تقع في منطقة الساحل الغربي في ولاية صباح بماليزيا التي تفصل بين الساحل الغربي والشرقي لصباح. يبلغ متوسط ارتفاع السلسلة 1800 متر (5906 قدمًا)، وهي أعلى سلسلة جبال في الولاية، وقد سُميت السلسلة على اسم مسؤول بريطاني في زمن الاستعمار كان في شمال بورنيو، ويليام ماندر كروكر.

## الجغرافية
تتكون السلسلة من الصخور الرسوبية المرتفعة والمطوية مكونة من أحجار رملية ناعمة والطَفَل الصَفحي. أعلى نقطة في سلسلة هي جبل ألاب على ارتفاع 1964 مترًا (6444 قدمًا) خارج منطقة المنتزه المحمي. تقع معظم حدود المنتزه على ارتفاع يزيد عن 300 متر (984 قدمًا) مع الأراضي المنخفضة المستخدمة في المحاصيل النقدية وحقول الأرز. في شرق السلسلة يقع وادي تامبونان على ارتفاع 800 متر (2625 قدمًا) والذي يتكون أساسًا من حقول أرز متدرجة وبساتين الخيزران على حدود الجزء الشمالي الشرقي من المنتزه المحمي. تعد منطقة المنتزه مهمة كونها مستجمعات مائية ترفد الأنهار بالمياه في الساحل الغربي والمناطق الداخلية في ولاية صباح بما في ذلك نهر بابار ونهر كيمانيس ونهر بونغوان ونهر ميمباكوت ونهر باداس ونهر ميلالاب التي تتدفق غربًا إلى المنتزه بينما يتدفق نهر بيغلان ونهر بامبانغ ونهر أبين-أبين ونهر تيندولو ونهر ميلالاب ونهر لياوان ونهر تيكالود في الاتجاه المعاكس.

## التاريخ
كانت المنطقة المحيطة بجبل كينابالو حديقة عامة منذ عام 1964 وكانت أول موقع للتراث العالمي في البلا. د. نُشر في الجريدة الرسمية على أن جزء من السلسلة هي محمية، سميت بمحمية منتزه كروكر رينج الوطني وذلك في عام 1984. من خلال برنامج برونيان (Bornean) للتنوع الأحيائي والحفاظ على النظم البيئية (BBEC)، كان هناك تعاون تقني بين حكومة صباح والوكالة اليابانية للتعاون الدولي (JICA) لابتكار مفهوم منطقة الاستخدام المجتمعي (CUZ) كخيار إداري لمعالجة القضايا المتعلقة بالسكان الأصليين. والمجتمعات التي تعيش وتستخدم الموارد داخل المناطق المحمية. جبل كينابالو، أحد أعلى الجبال في جنوب شرق آسيا، هو جزء من هذه السلسلة. في عام 2014، أُعترف بسلسلة الجبال بوصفها محمية للمحيط الحيوي لليونسكو، لتصبح ثاني موقع ماليزي مُصنف على هذا النحو، بعد بحيرة شيني في شبه جزيرة الملايو في باهانج.

## التنوع الأحيائي
تحتوي غابة سلسلة جبال كروكر المحمية على مجموعة واسعة من تنوع النباتات والحيوانات ولديها أعلى تنوع من الحشرات الليلية في جميع الغابات العشرين المحمية التي تم مسحها داخل منطقة قلب بورنيو في ولاية صباح وسُجل فيها عددًا من الأنواع المتوطنة

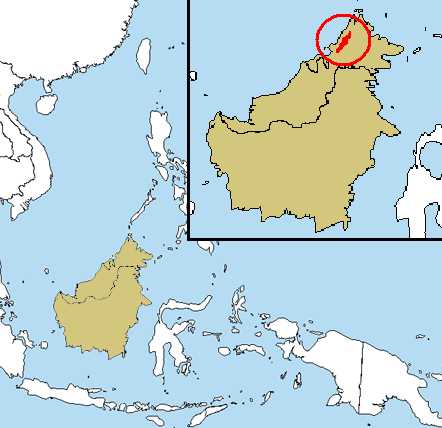
Map of the range.
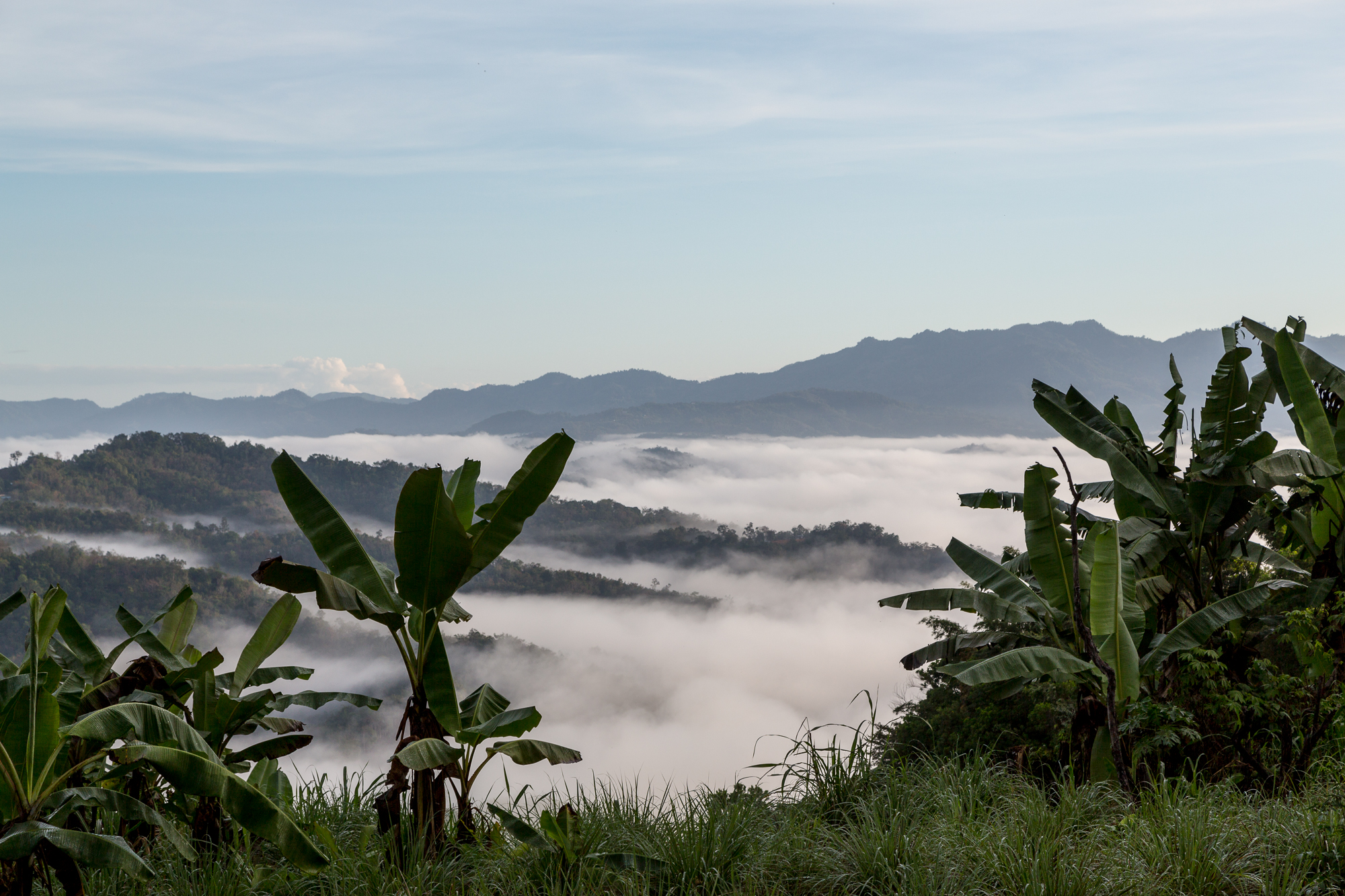
The range shrouded by natural ضباب.
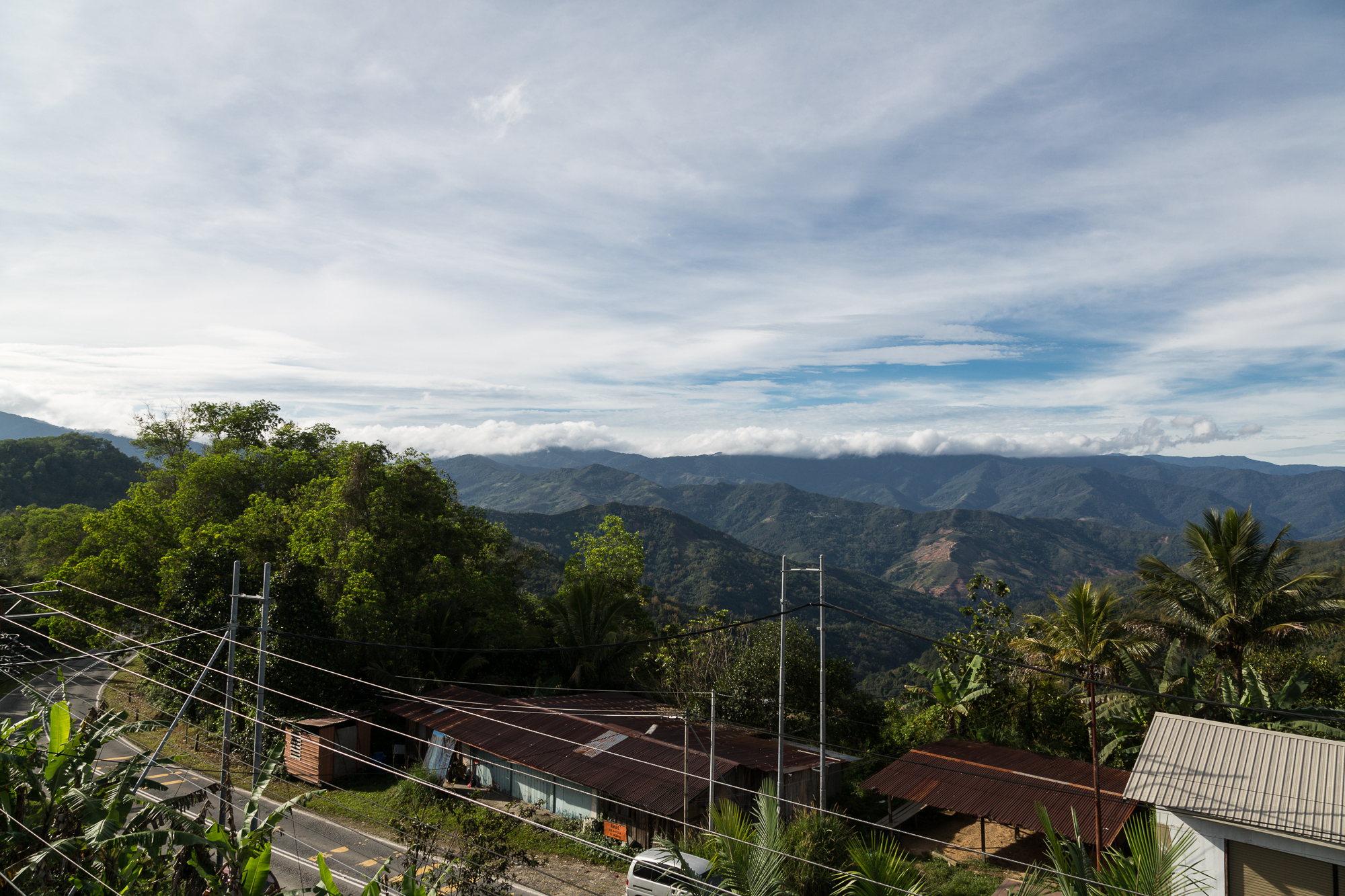
The range as seen from Ranau District.
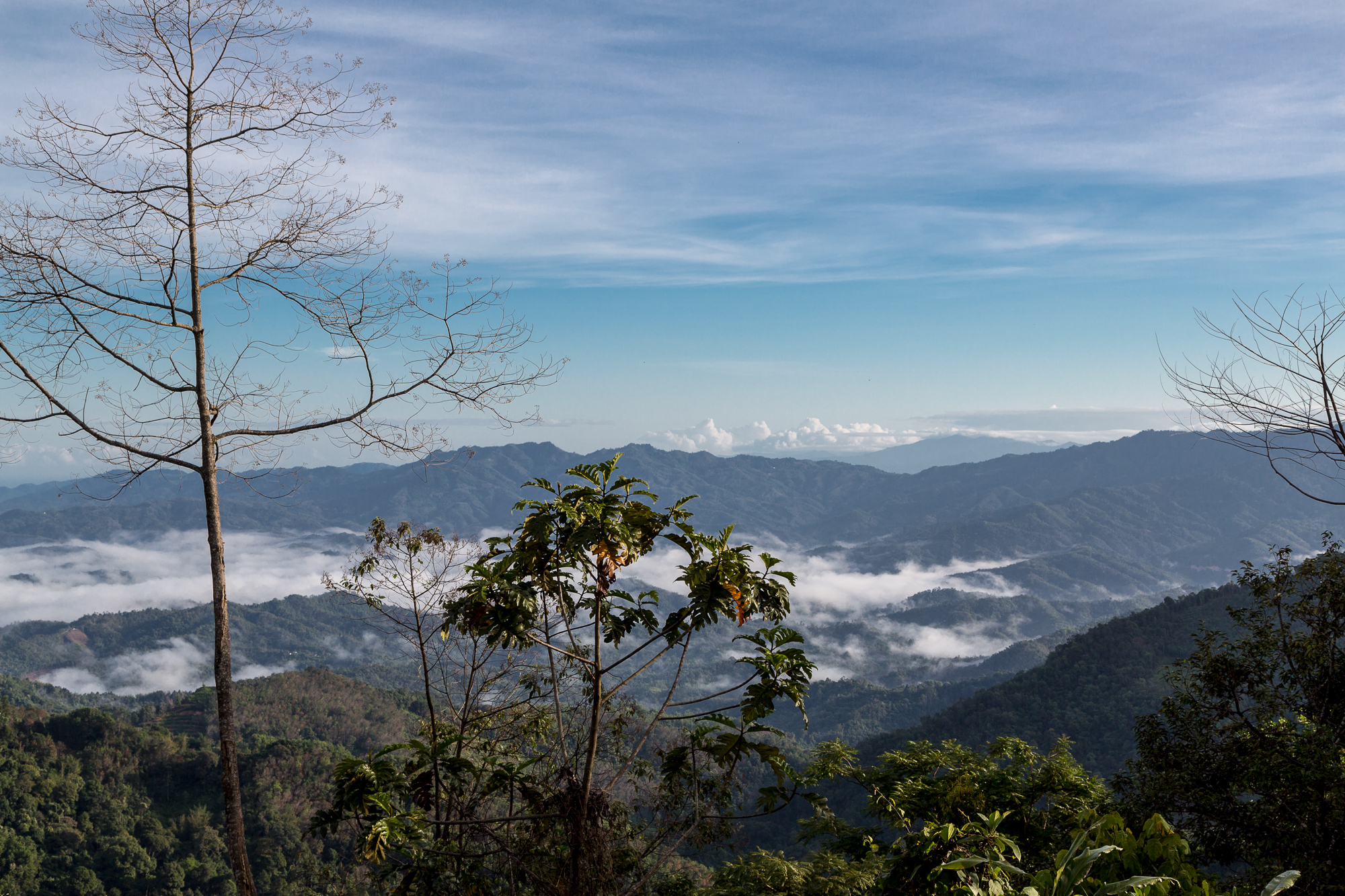
View of the range from Ranau–Tamparuli Road.
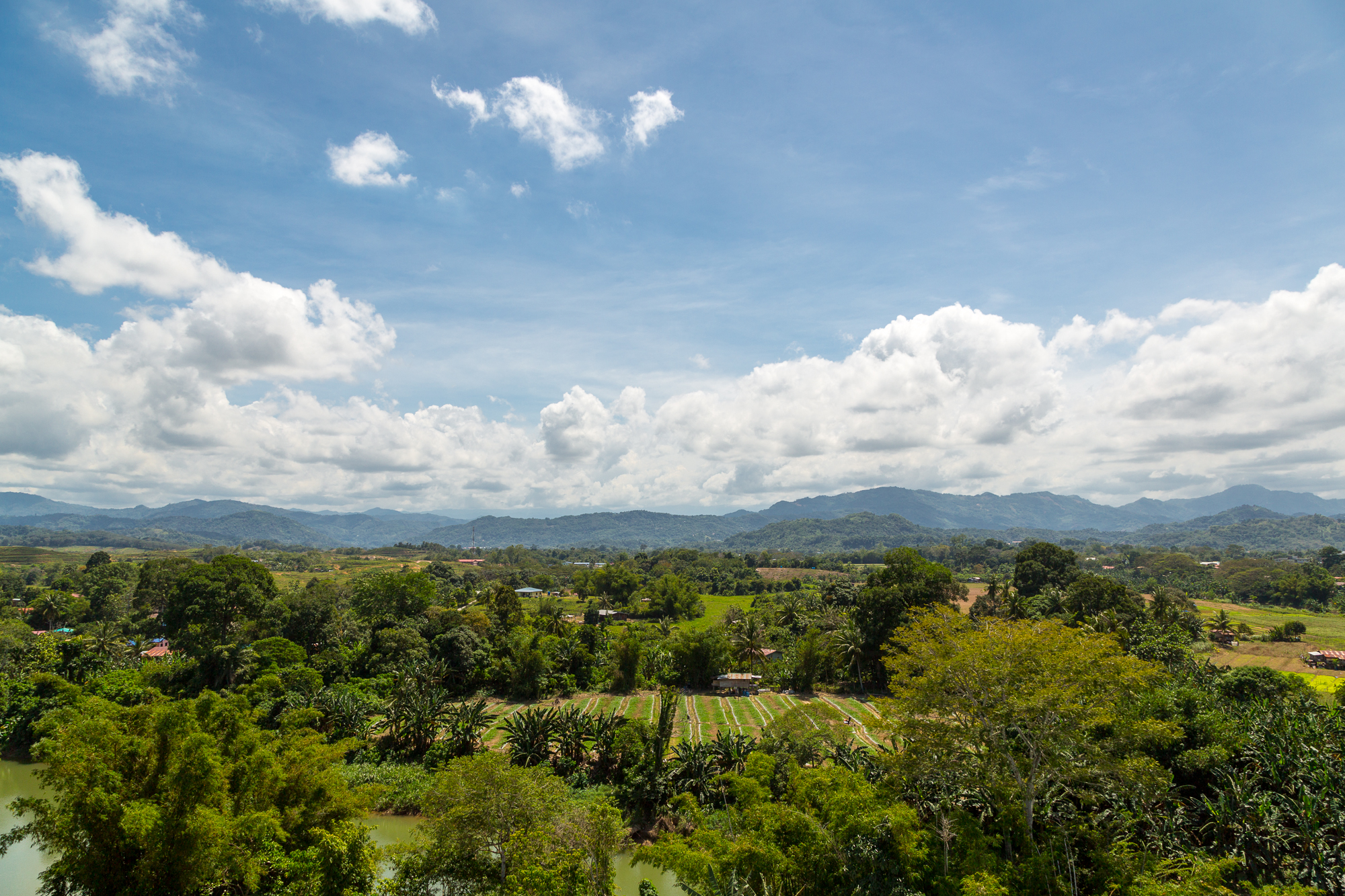
The mountain range as seen from Ling San Pagoda in Tuaran District.

.